# Cyberkinetics
Cyberkinetics是一家根源於猶他大學的美國公司。它是由布朗大學的約翰·多諾休、Mijail Serruya、Gerhard Friehs和芝加哥大學的Nicho Hatsopoulos共同創立的。BrainGate和與其相關的Cyberkinetic技術的資產於2008年被BrainGate,Inc.收購。BrainGate,Inc.是一家私有公司，擁有可以將意念轉變為行動的技術。

## 外部連結
- Blackrock Microsystems Official Website （页面存档备份，存于）
- Cyberkinetics Neurotechnology Official Website
- Donoghue Lab
- Hatsopoulos Lab （页面存档备份，存于）
- BrainGate Official Website （页面存档备份，存于）